# Али Абдалла, Абубакар
Абубака́р Али́ Абдалла́ (фр. Aboubacar Ali Abdallah; 2 апреля 2006, Сент-Мари) — французский футболист, нападающий клуба «Страсбур».

## Биография
Али Абдалла родился в Реюньоне, заморском департаменте Франции, и начал свою молодёжную карьеру на своём родном острове в составе Entente Solidaire de la Convenance. Он продолжал играть за «Бретань», «Сен-Дени» и «Антанту Солидер де ла Конвенанс», прежде чем отправиться в столичную Францию, чтобы присоединиться к молодёжной академии «Страсбура» в январе 2022 года.
10 марта 2024 года Али Абдалла дебютировал в Лиге 1, выйдя на замену в проигранном (0:1) матче против «Монако». Его первый гол пришелся на победный (3:1) матч против «Реймса» 13 апреля. 18 апреля Али Абдалла подписал свой первый профессиональный контракт со «Страсбуром» до 2027 года.
30 августа 2024 года Али Абдалла был отдан в аренду национальному клубу Насьоналя «Ним» на оставшуюся часть сезона. Его аренда была прервана в начале января 2025 года. 8 января 2025 года Али Абдалла перешёл на правах аренды в «Торренсе».